# SQL:2023
SQL:2023 или ISO/IEC 9075:2023 (под общим названием «Информационные технологии — Языки баз данных — SQL») — девятое издание стандарта ISO (1987) и ANSI (1986) для языка запросов к базам данных SQL. Он был официально принят в июне 2023 года.

## Новые возможности
SQL:2023 включает новые и обновлённые функции. Изменения можно сгруппировать в три основные области:
- Запросы графа свойств, язык графовых запросов, построенный поверх SQL
  - В стандарт SQL добавлена новая часть 16 «Запросы графа свойств (SQL/PGQ)»[2].
- Новые функции, связанные с JSON[3]:
  - Тип данных JSON (T801)
  - Расширенный тип данных JSON (T802)
  - JSON на основе строк (T803)
  - Шестнадцатеричные целочисленные литералы в языке путей SQL/JSON (T840)
  - Упрощенный метод доступа SQL/JSON (T860-T864)
  - Методы элементов SQL/JSON (T865-T878)
  - Сравнение JSON (T879-T882)
- Различные мелкие изменения в существующем языке SQL (необязательные функции):
  - UNIQUE обработка null (F292)
  - ORDER BY в сгруппированной таблице (F868)
  - GREATEST и LEAST (T054)
  - Функции заполнения строк (T055)
  - Многосимвольная функция TRIM (T056)
  - Необязательная максимальная длина строковых типов (T081)
  - Расширенные значения циклических меток (T133)
  - ANY_VALUE (T626)
  - Подчёркивания в числовых литералах (T662)

## Запросы свойств графа (SQL/PGQ)
SQL/PGQ уменьшает разницу в функциональности между реляционными СУБД и собственно графовыми СУБД. По сути, эта новая функция упрощает запрос данных в таблицах, как если бы они находились в графовой базе данных, предоставляя, возможно, более интуитивную альтернативу написанию сложных запросов на соединение.
Для сравнения, стандарт GQL для графовых СУБД добавляет обновления графов, запросы к нескольким графам и запросы, которые возвращают результат графа, а не таблицу привязки.